# Roberto Segoni
Roberto Segoni (Firenze, 1942 – Firenze, 18 maggio 2002) è stato un architetto e designer italiano, attivo nel campo del design industriale e nella progettazione di telai per motociclette.
Ha adottato un approccio metodico al progetto, utilizzando tecniche manuali come il disegno su carta lucida.
Nel settore motociclistico ha sviluppato alcune soluzioni strutturali negli anni settanta, tra cui un telaio monoscocca in alluminio ispirato all’aeronautica, progettato per migliorare la resistenza alla torsione. Il suo lavoro è stato impiegato nelle competizioni di endurance, in particolare con il marchio Laverda.
Il suo studio conteneva materiali e strumenti legati alla progettazione. Ha collaborato con figure della cultura, tra cui il semiologo Omar Calabrese, nell’ambito del rapporto tra design, comunicazione e ricerca.

## Biografia
Roberto Segoni è nato a Firenze nel 1942. Nel 1962 ha conseguito la maturità artistica e si è iscritto alla Facoltà di Architettura di Firenze dove si è laureato nel 1969 con una tesi sul tema Il progetto della nuova Facoltà di Architettura di Firenze, pubblicata l'anno dopo sulla rivista Casabella.
Nel 1970 ha vinto una borsa di studio presso l'Università degli Studi di Firenze, seguita l'anno successivo da una borsa di studio di ricerca e perfezionamento, della durata di un anno. Nei primi anni Settanta ha incontrato Giovanni Klaus Koenig. 
Negli anni seguenti ha collaborato a seminari organizzati dalla cattedra di Koenig su tematiche specifiche riguardanti gli oggetti d'uso e in modo particolare i mezzi di trasporto. Gli ambiti di ricerca sono stati gli aspetti semiologici degli oggetti d'uso e lo studio della comunicazione applicata ai mezzi di trasporto.
Nel 1971 è stato chiamato in qualità di consulente a collaborare con aziende di trasporto pubblico e ditte costruttrici tra cui: l'ATM di Milano (per la quale, insieme a Koenig, progetta il jumbo tram), GAI, FITRAM della Spezia. SNAM di San Donato Milanese, Breda di Pistoia, FIAT-OM, INTERMETRO, Transystem e SOCIMI.
Nel 1972 Segoni ha ottenuto il primo incarico come professore a contratto di "Composizione I". Nel 1973 ha ottenuto l'incarico per l'insegnamento di "Plastica Ornamentale".
È stato il direttore della prima scuola di specializzazione in disegno industriale presso l'ateneo. Insieme all' ex rettore Paolo Blasi è stato nel comitato per il micrometrò. È stato presidente del Centro studi Koenig e autore di numerosi saggi pubblicati sulle più autorevoli riviste.
Nel 1994 costituisce insieme all'Arch. Paolo Pizzoccheri la DES.TECH, impresa con cui ha realizzato concept car per marchi internazionali tra cui Toyota, Subaru, Honda, GM, Moto Guzzi, FIAT e Ferrari. La morfologia è stata trasferita a modelli di serie tra cui: iQ, Urban Cruiser di Toyota, Pleo di Subaru e Serie 400 di Lexus.
Particolarmente proficua è la collaborazione con FS, oggi Trenitalia, avvenuta e rinnovata negli anni, interessando  più temi di progettazione, a titolo d'esempio, le carrozze Socimi realizzate per le FNM e le locomotive E.412 ed E.464 delle FS.
Si è spento all'ospedale di Careggi in seguito a una breve malattia.

## Pubblicazioni
- Il disegno del veicolo ferroviario - la vettura in Rassegna Anno II n.2 aprile '80 - Ed. Rassegna (Milano 1980)
- 4 Tesi di Design - Ed. Giorgi & Cambi (Firenze 1981)
- Se dici Design... 16 tesi di Disegno Industriale a Firenze - Ed. Ponte Alle Grazie (Firenze 1993)
- Progettare il Progetto in GD'A Il giornale dell'arredamento n.4 aprile '96 - Ed. RIMA (Milano 1996)